# Місяцеслов за Сковородою
Книга «Місяцеслов за Сковородою» — це вибрані цитати для читань та розмислів на щодень. Кожен місяць має окрему тему.
Книга містить фрагменти з переважної більшості творів українського філософа, тексти викладено сучасною українською мовою.
Упорядник — Назар Федорак, знавець спадщини Григорія Сковороди.
|                       | Та послухай, що мене особливо вразило в Сенеки, послухай уважно: «Добре і рятівне для себе діло робиш, якщо й далі вперто йдеш до свого вдосконалення. Бо ж нерозумно вимолювати в когось те, що можеш отримати від себе самого. |
| — Григорій Сковорода, | |

## 12 тем книги

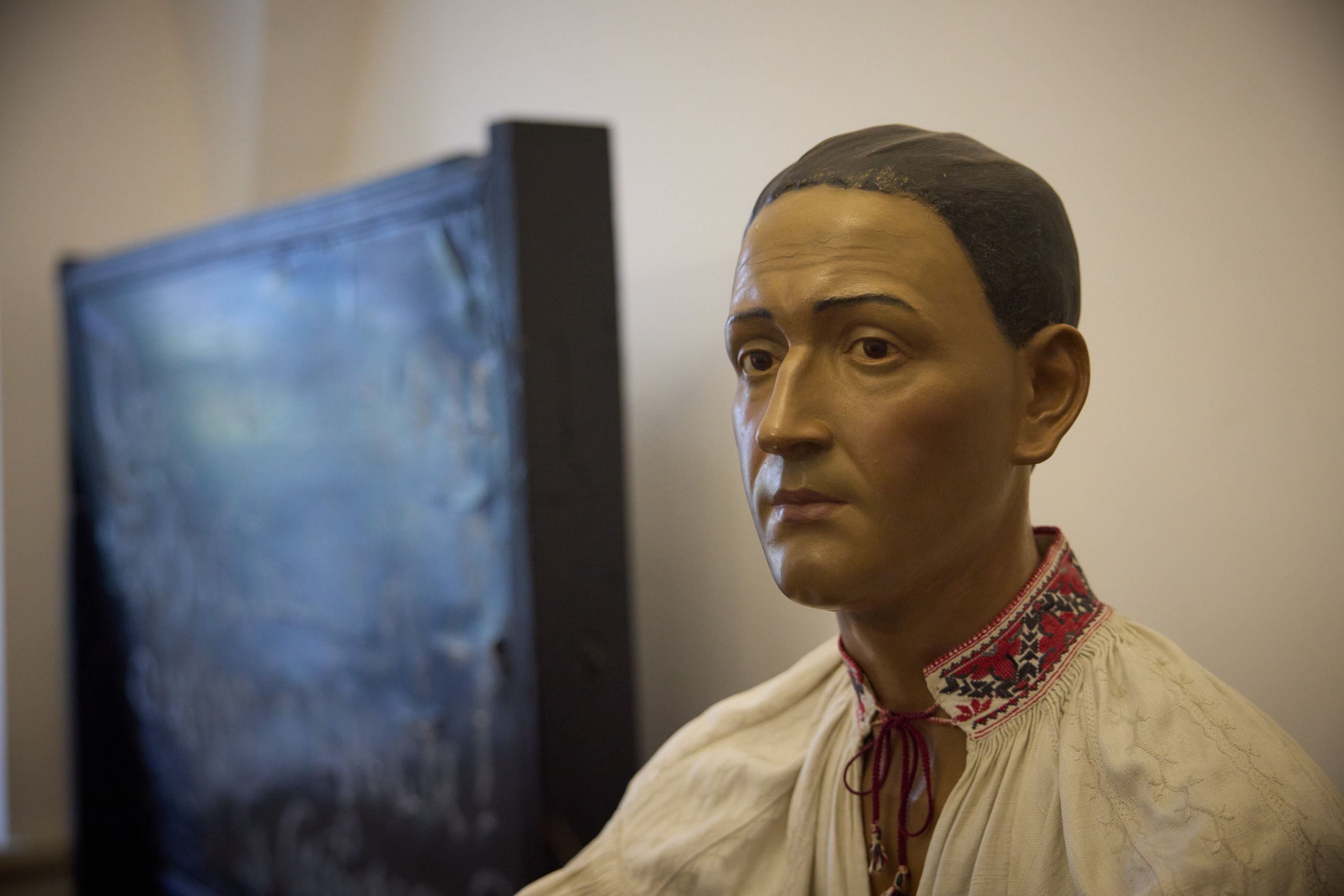
У меморіальному музеї Григорія Сковороди, м. Переяслав

Місяцеслів — календар-альманах, який друкували в Україні за доби бароко з кінця XVII століття з просвітницько-християнською метою, окрім текстів релігійного змісту, подавав історичну, побутову інформацію. Першим українським місяцесловом був «Календаръ, или Місяцесловъ» (1700), виданий у друкарні Києво-Печерської Лаври. Після заборони 1720 року Петром І, в Україні дозволялися публікації місяцесловів вже не давньою українською мовою, а російською, і лише після перегляду їх цензурою. Однак, традиція барокових Місяцесловів продовжувалася…
СіченьЗимосвяття
ЛютийДружба і друзі
БерезеньВесна і піст
КвітеньНаближення Воскресіння
ТравеньМарія, Діва, Жінка, Мати
ЧервеньРозум і мудрість
ЛипеньЛюбов
СерпеньДуша і тіло, невидиме і видиме, внутрішнє і зовнішнє, істинне й оманливе
ВересеньЗрідність
ЖовтеньЩастя
ЛистопадДобро і світло, ангели
ГруденьСерце, Різдво